# Castell de Hirosaki
El castell Hirosaki (弘 前 城 Hirosaki-jō) és un castell japonès de segle XVII, a la ciutat de Hirosaki, prefectura d'Aomori al Japó. Va ser construït el 1611 pel clan Tsugaru.
Actualment el castell consta d'un edifici principal de 3 nivells, el fossat, la porta i algunes yagura, les quals són originals tret d'una que està reconstruïda.

## Història
Durant el final del període Sengoku, Tsugaru Tamenobu, un antic vassall del clan Nanbu va obtenir 45.000 kokus pel seu paper a la batalla d'Odawara per part de Toyotomi Hideyoshi. El 1603 va començar la construcció d'un castell a Hirosaki; no obstant això, el treball es va suspendre amb la seva mort a Kyoto el 1604. El seu successor, Tsugaru Nobuhira, el 1609 va reprendre el treball, que va despullar d'edificis i materials el castell Horikoshi i el castell Ōura per tal d'accelerar-ne la finalització.
El castell actual es va acabar el 1611. No obstant això, el 1627, el tenshu de 5 pisos va ser golpejat per un llamp i destruït pel foc. No es va reconstruir fins al 1810, quan es va erigir l'actual estructura de 3 pisos, però a l'angle sud-est, en lloc de la ubicació original del sud-oest. Va ser construït pel novè dàimio, Tsugaru Yasuchika.
Amb la restauració Meiji i l'abolició posterior del sistema han, el clan Tsugaru va lliurar el castell al nou govern Meiji. El 1871, el castell va estar guarnit per un destacament de l'exèrcit imperial japonès i, el 1873 es van enderrocar les estructures del palau, l'escola d'arts marcials i la majoria de les muralles del castell. El 1894, les propietats del castell van ser donades pel clan Tsugaru al govern perquè les utilitzés com a parc, que es va obrir al públic l'any següent. El 1906, dos dels yagura restants es van cremar. El 1909 es va erigir una estàtua de bronze de Tsugaru Tamenobu de quatre metres d'alçada al lloc del tenshu. El 1937, vuit estructures del castell van rebre la protecció del govern com a tresors nacionals. Tanmateix, el 1944, durant la Segona Guerra Mundial, tot el bronze del castell, incloses les teules i les decoracions, es va retirar per utilitzar-lo en l'àmbit bèl·lic.

## Festival
La ciutat de Hirosaki celebra un festival anual de llanternes de neu al Castell Hirosaki durant quatre dies a hivern. El festival va atreure 310.000 visitants el 1999 i va incloure 165 llanternes de neu de peu i 300 mini coves de neu.

## Imatges

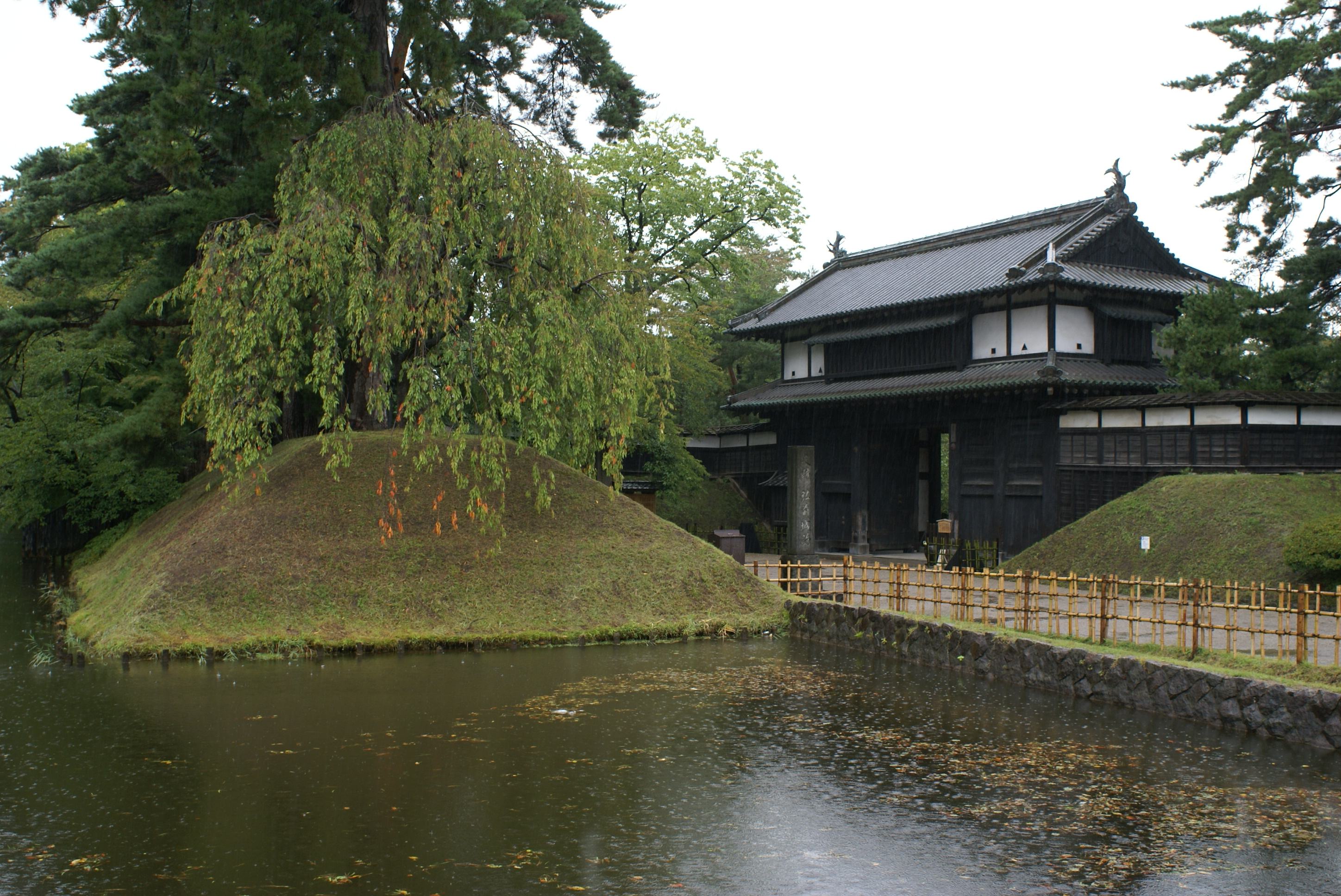
Porta Sannomaru Ōtemon, ICP
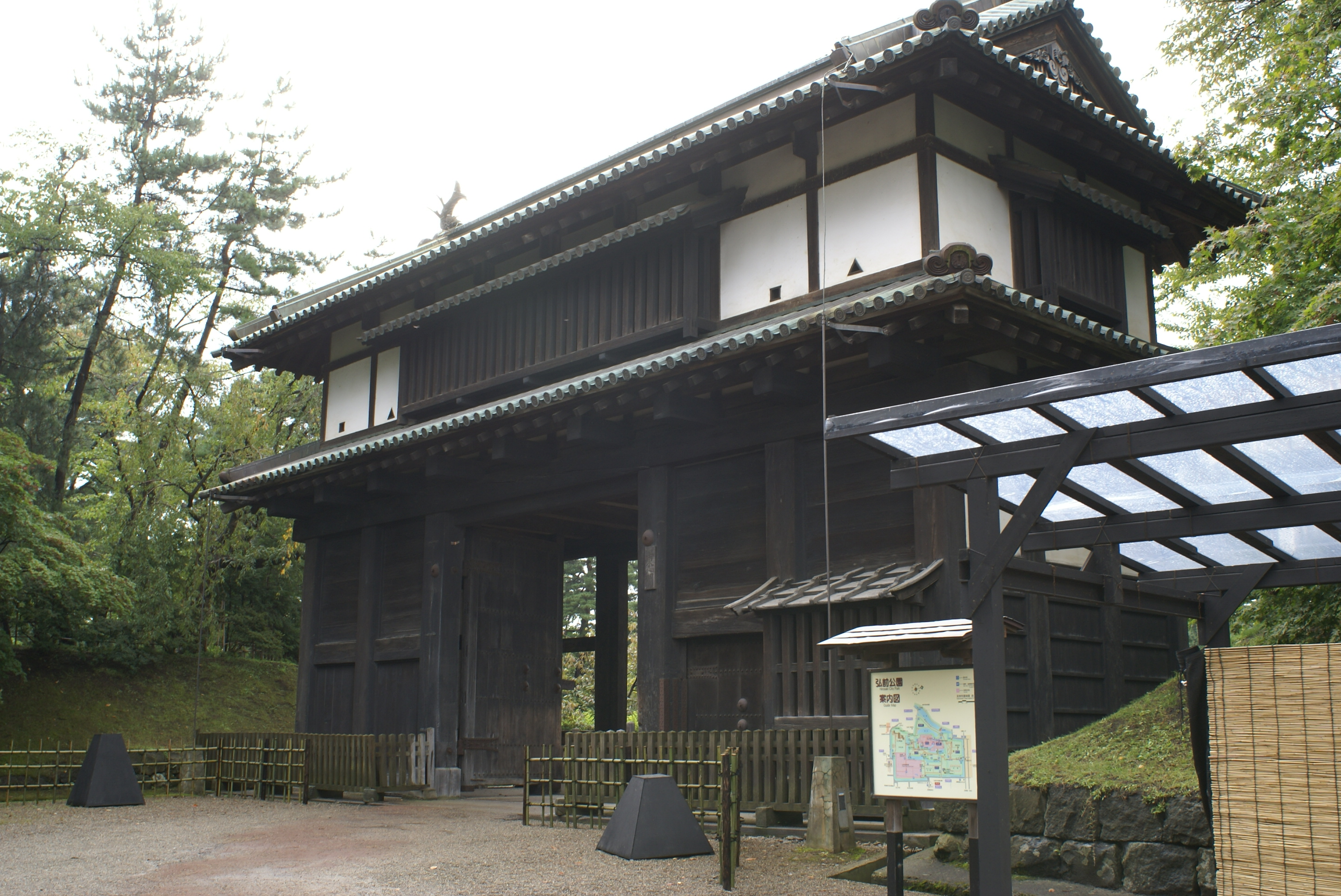
Porta Sannomaru Higashi, ICP
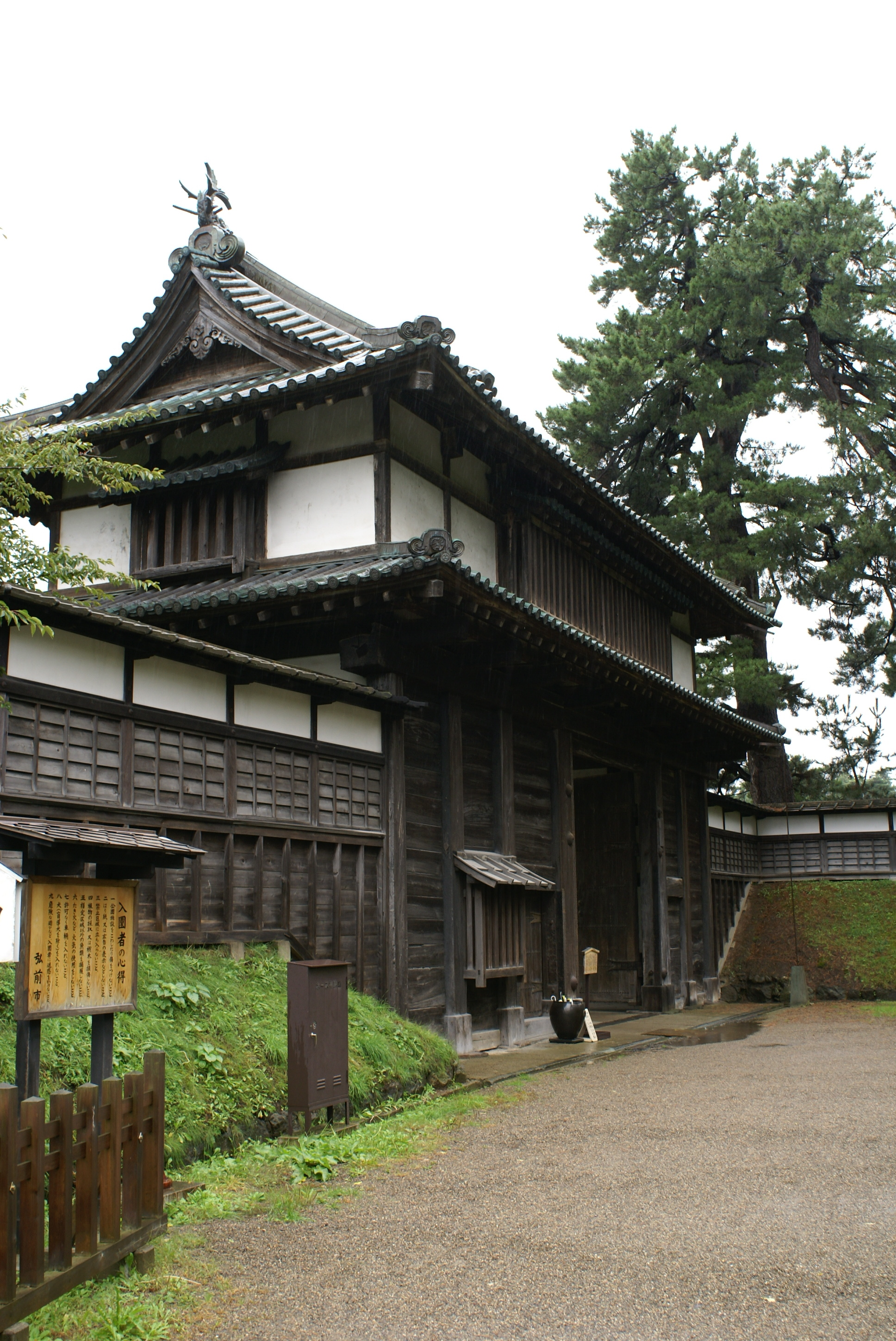
Porta nord Kitanokuruwa, ICP
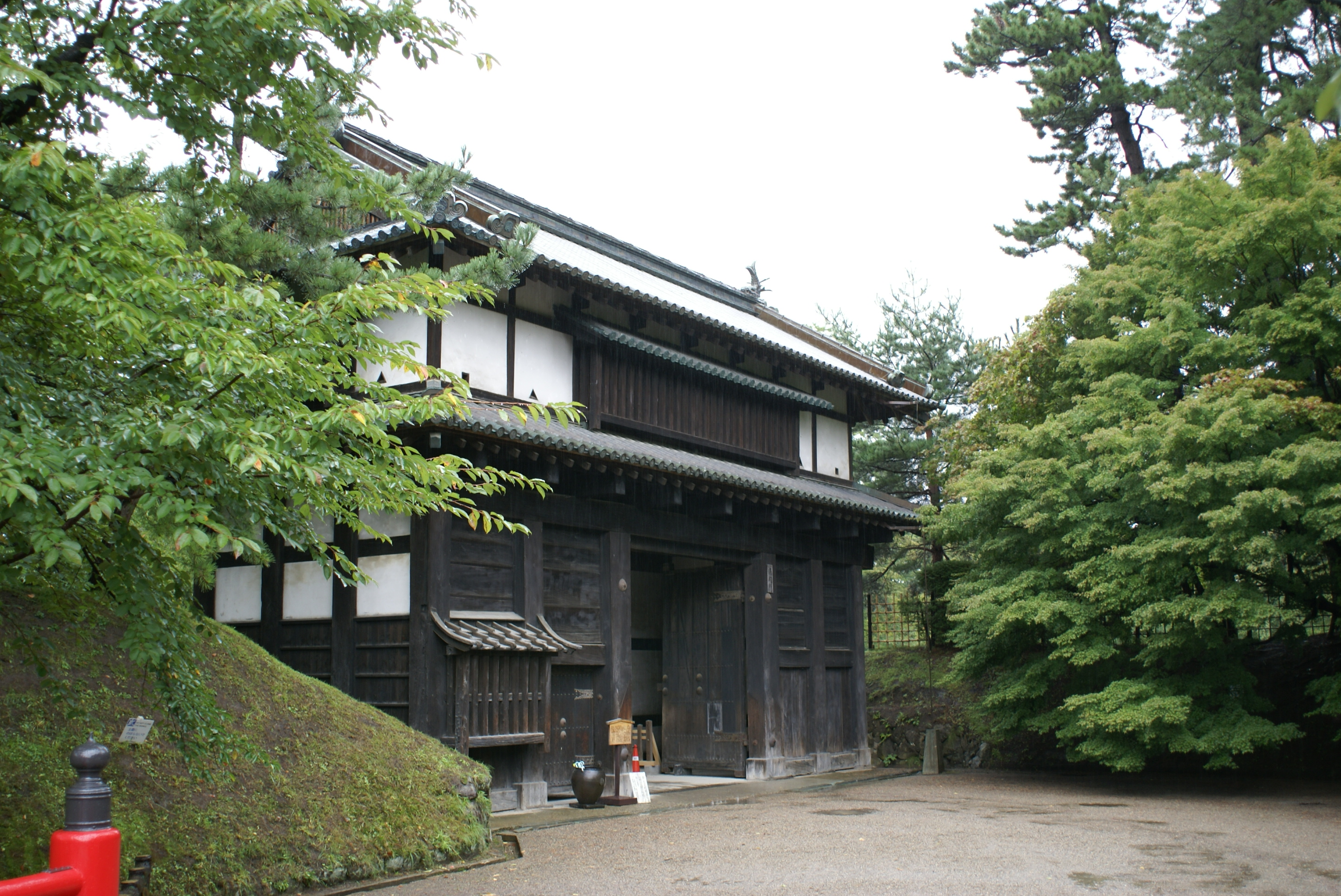
Porta sud Ninomaru, ICP
Porta est Ninomaru, ICP[7]
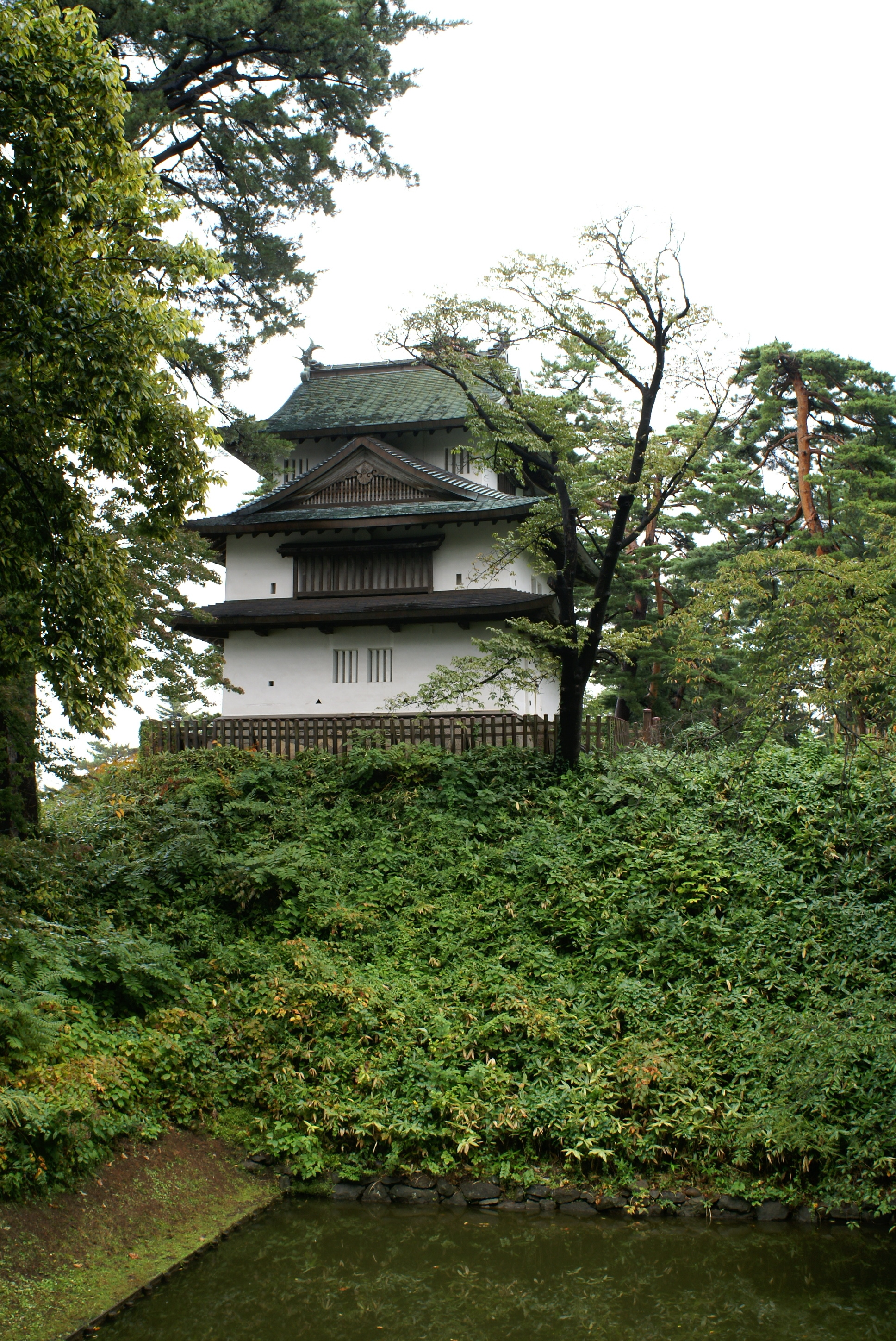
Ninomaru Hitsujisaru Yagura, ICP
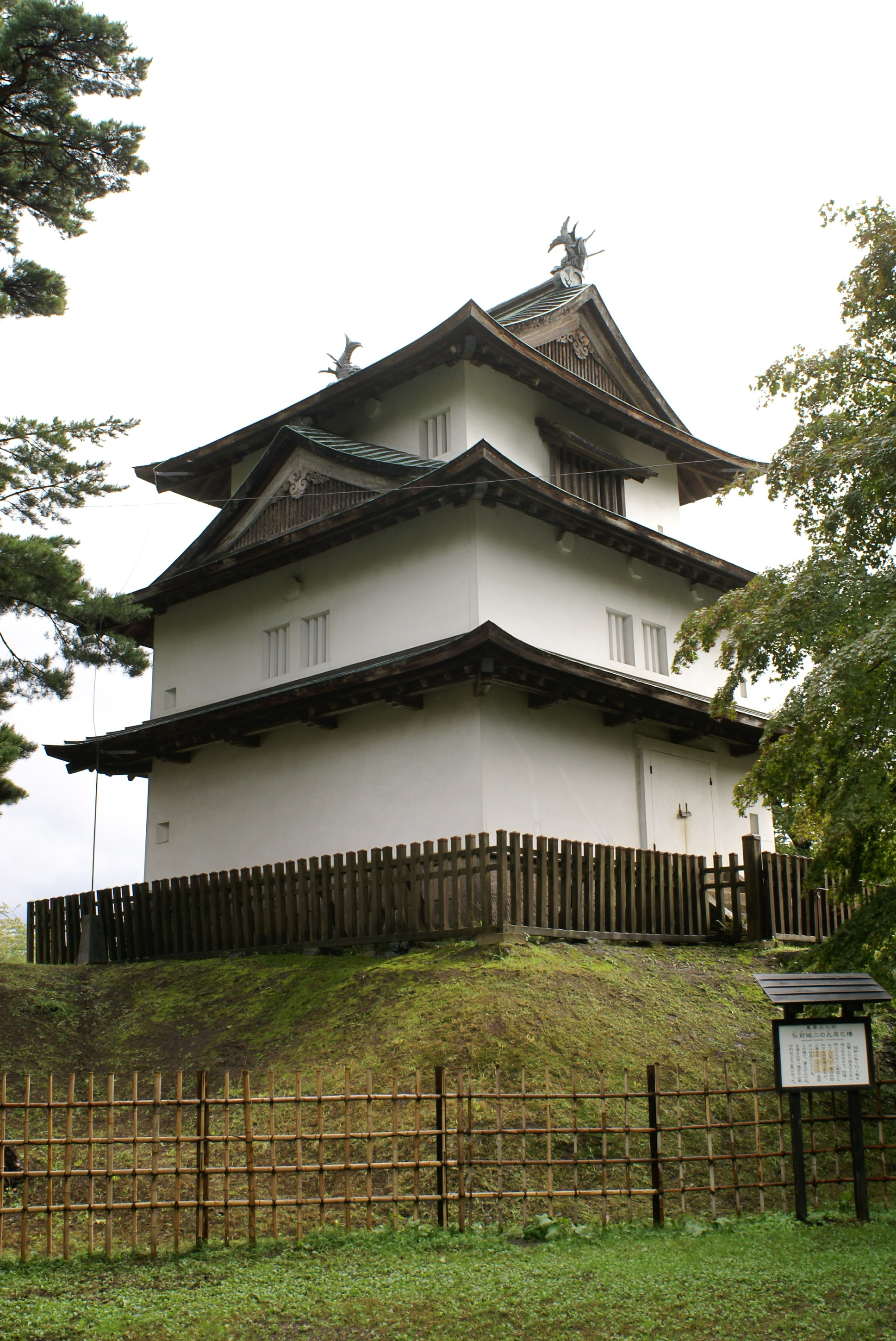
Ninomaru Tatsumi Yagura, ICP
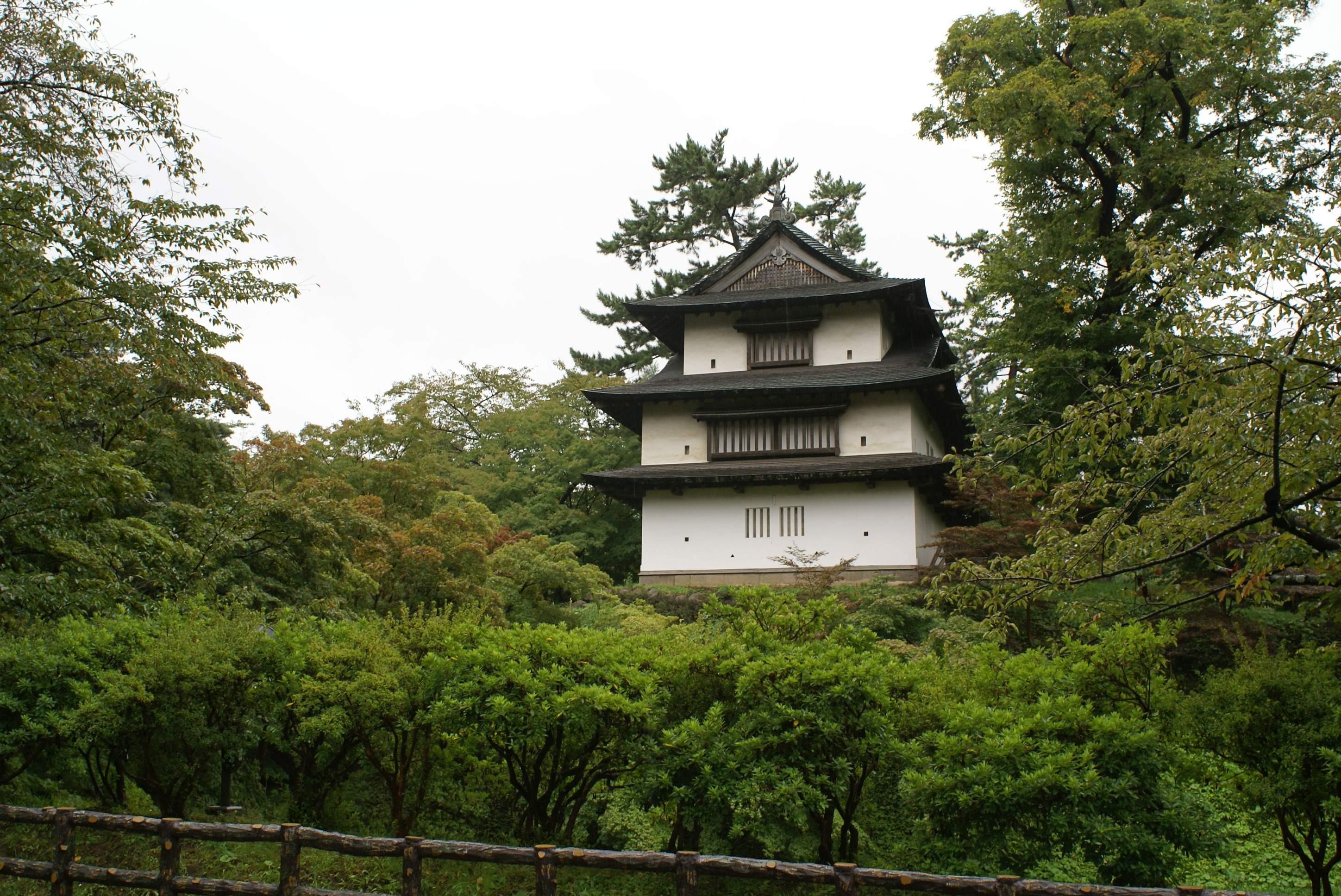
Ninomaru Ushitora Yagura, ICP
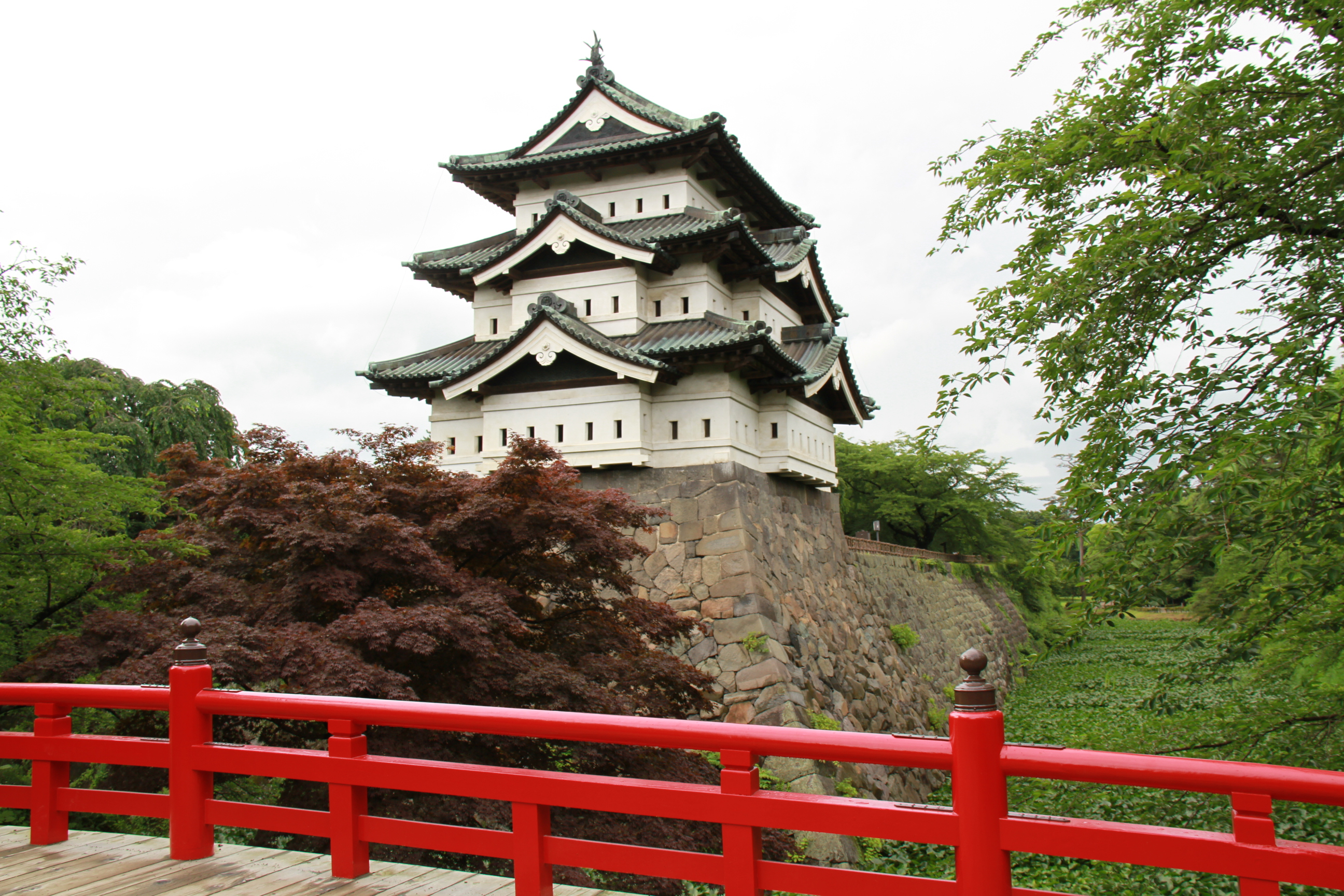
Tenshu del castell Hirosaki, ICP